# Rafał Leszczyński (zm. ok. 1467)
Rafał z Leszna Leszczyński herbu Wieniawa (zm. 1467) – kasztelan przemęcki w latach 1427–1467.
Syn Stefana Karnińskiego z Leszna (zm. 1413).
Ojciec Rafała (zm. 1501), marszałka nadwornego koronnego, kasztelana gnieźnieńskiego i poznańskiego, Kaspra, podkomorzego kaliskiego, Jana (zm. 1492), dziekana warmińskiego i kanonika gnieźnieńskiego, Pawła i Jakuba (zm. 1463).
W 1449 roku zawarł ugodę z księżną Elżbietą Legnicką, która zobowiązała wrócić pożyczone 1000 zł. Znany jest też list króla czeskiego Jerzego wysłany do króla Polski Kazimierza Jagiellończyka, mówiący o tym że Rafał Leszczyński szkodzi kupcom legnickim.
Był gwarantem pokoju toruńskiego 1466 roku.